# Саймон Вітфілд
Са́ймон Ві́тфілд (англ. Simon Whitfield; нар. 16 травня 1975) — канадський тріатлоніст, олімпійський чемпіон.

## Виступи на Олімпіадах
| Олімпіада   | Дисципліна            | Місце        |
| ----------- | --------------------- | ------------ |
| Сідней 2000 | олімпійська дистанція | 1            |
| Афіни 2004  | олімпійська дистанція | 11           |
| Пекін 2008  | олімпійська дистанція | 2            |
| Лондон 2012 | олімпійська дистанція | не фінішував |